# 고양시 일산서구의 국회의원
이 문서는 고양시 일산서구의 국회의원에 대해 서술한다.

## 행정구역 변천
- 2005년 5월 16일 일산구로부터 경기도 고양시 일산서구 분구

## 고양시 일산서구의 역대 국회의원
| 대수   | 이름           | 소속정당     | 임기                              | 선거구역 |
| ------ | -------------- | ------------ | --------------------------------- | --- |
| 제18대 | 김영선(金映宣) | 한나라당     | 2008년 5월 30일 ~ 2012년 5월 29일 | 고양시 일산서구 일원 |
| 제19대 | 김현미(金賢美) | 민주통합당   | 2012년 5월 30일 ~ 2016년 5월 29일 | 고양시 일산서구 일원 |
| 제20대 | 유은혜(兪銀惠) | 더불어민주당 | 2016년 5월 30일 ~ 2020년 5월 29일 | 고양시 병: 일산동구 중산동, 정발산동, 풍산동, 백석1동, 백석2동, 마두1동, 마두2동, 장항1동, 장항2동, 고봉동, 일산서구 일산2동  |
| 제20대 | 김현미(金賢美) | 더불어민주당 | 2016년 5월 30일 ~ 2020년 5월 29일 | 고양시 정: 일산1동, 일산3동, 탄현동, 주엽1동, 주엽2동, 대화동, 송포동, 송산동                                                 |
| 제21대 | 홍정민(洪貞敏) | 더불어민주당 | 2020년 5월 30일 ~ 2024년 5월 29일 | 고양시 병: 일산동구 식사동, 중산동, 정발산동, 풍산동, 마두1동, 마두2동, 장항1동, 장항2동, 고봉동, 일산서구 일산2동            |
| 제21대 | 이용우(李龍雨) | 더불어민주당 | 2020년 5월 30일 ~ 2024년 5월 29일 | 고양시 정: 일산1동, 일산3동, 탄현동， 주엽1동, 주엽2동, 대화동, 송포동, 송산동                                                |
| 제22대 | 이기헌(李奇櫶) | 더불어민주당 | 2024년 5월 30일 ~ 헌재            | 고양시 병: 중산1동, 중산2동, 정발산동, 풍산동, 백석1동, 백석2동, 마두1동, 마두2동, 장항1동, 장항2동, 고봉동, 일산서구 일산2동 |
| 제22대 | 김영환(金永煥) | 더불어민주당 | 2024년 5월 30일 ~ 헌재            | 고양시 정: 일산1동, 일산3동, 탄현1동, 탄현2동, 주엽1동, 주엽2동, 대화동, 송포동, 덕이동, 가좌동                               |

## 같이 보기
- 고양시 일산구 (선거구)
- 고양시 일산구 을
- 고양시 일산서구 (선거구)
- 고양시 병
- 고양시 정
- 고양시의 국회의원
- 고양시 덕양구의 국회의원
- 고양시 일산동구의 국회의원